# Polypodium arvonicum
Polypodium arvonicum là một loài dương xỉ trong họ Polypodiaceae. Loài này được Wither. mô tả khoa học đầu tiên năm 1796.
Danh pháp khoa học của loài này chưa được làm sáng tỏ. 